# Ich kann fliegen
Ich kann fliegen (Eigenschreibweise: Ich Kann Fliegen) ist eine deutsche Rockband aus Hannover.

## Geschichte
Die Gruppe wurde im Jahr 2006 von Nikolas (Gesang, E-Gitarre), Paul (E-Gitarre, Gesang), Niklas (Bass) und Bill (Schlagzeug) in der niedersächsischen Landeshauptstadt Hannover gegründet und stand bei Universal Music unter Vertrag. Das Debütalbum, Ich Kann Fliegen, erreichte Platz 59 in den deutschen Charts. Zu dem Album erschienen mit Mich kann nur Liebe retten und Abenteuer zwei Singleauskopplungen. Das aktuelle Album Alles flimmert wurde durch eine erfolgreiche Crowdfunding-Kampagne ermöglicht.
Am 13. August 2011 spielte Ich kann fliegen als Vorgruppe für White Lies im Rahmen der 30. Telekom Street Gigs im Braunschweiger Gut Steinhof. Mit Mich kann nur Liebe retten trat die Gruppe am 28. September 2012 für Niedersachsen beim Bundesvision Song Contest 2012 auf, wo die Gruppe hinter XAVAS (Baden-Württemberg) und Laing (Sachsen) Dritter wurde. Der Text wurde von Annette Humpe geschrieben. Die Gruppe spielte zudem mit deutschen Musikgrößen, wie Nena, Jennifer Rostock, Sportfreunde Stiller und Silbermond.

## Stil
Ich kann fliegen spielen eine Mischung aus Indie-Rock, Alternative Rock und Deutschrock. Die Texte der Gruppe sind überwiegend in der deutschen Sprache verfasst. Als musikalischer Haupteinfluss wird die Gruppe Jimmy Eat World genannt.

## Diskografie

### Alben
| Jahr | Titel            | Höchstplatzierung, Gesamtwochen, AuszeichnungChartplatzierungen (Jahr, Titel, Platzierungen, Wochen, Auszeichnungen, Anmerkungen) | Höchstplatzierung, Gesamtwochen, AuszeichnungChartplatzierungen (Jahr, Titel, Platzierungen, Wochen, Auszeichnungen, Anmerkungen) | Höchstplatzierung, Gesamtwochen, AuszeichnungChartplatzierungen (Jahr, Titel, Platzierungen, Wochen, Auszeichnungen, Anmerkungen) | Anmerkungen                              |
| Jahr | Titel            | DE | AT | CH | Anmerkungen                              |
| ---- | ---------------- | --- | --- | --- | ---------------------------------------- |
| 2012 | Ich Kann Fliegen | DE59 (3 Wo.)DE | — | — | Erstveröffentlichung: 14. September 2012 |
| 2015 | Alles flimmert   | — | — | — | Erstveröffentlichung: 11. Dezember 2015  |

### EPs
- 2010: Achtung Traumwelt
- 2020: Lang nichts mehr gehört

### Singles
| Jahr | Titel Album                                 | Höchstplatzierung, Gesamtwochen, AuszeichnungChartplatzierungen (Jahr, Titel, Album, Platzierungen, Wochen, Auszeichnungen, Anmerkungen) | Höchstplatzierung, Gesamtwochen, AuszeichnungChartplatzierungen (Jahr, Titel, Album, Platzierungen, Wochen, Auszeichnungen, Anmerkungen) | Höchstplatzierung, Gesamtwochen, AuszeichnungChartplatzierungen (Jahr, Titel, Album, Platzierungen, Wochen, Auszeichnungen, Anmerkungen) | Anmerkungen                           |
| Jahr | Titel Album                                 | DE | AT | CH | Anmerkungen                           |
| ---- | ------------------------------------------- | --- | --- | --- | ------------------------------------- |
| 2012 | Mich kann nur Liebe retten Ich Kann Fliegen | DE29 (3 Wo.)DE | — | — | Erstveröffentlichung: 31. August 2012 |

Weitere Singles
- 2012: Abenteuer